# Nariman Israpilov
Nariman Magomedovich Israpilov –en ruso, Нариман Магомедович Исрапилов– (23 de febrero de 1988) es un deportista ruso de origen cumuco que compite en lucha libre. Ganó una medalla de bronce en el Campeonato Mundial de Lucha de 2013 y una medalla de oro en el Campeonato Europeo de Lucha de 2009.

## Palmarés internacional
| Campeonato Mundial | Campeonato Mundial | Campeonato Mundial | Campeonato Mundial |
| Año                | Lugar              | Medalla            | Categoría          |
| ------------------ | ------------------ | ------------------ | ------------------ |
| 2013               | Budapest (Hungría) | Medalla de bronce  | 55 kg              |
| Campeonato Europeo |                    |                    |                    |
| Año                | Lugar              | Medalla            | Categoría          |
| 2009               | Vilna (Lituania)   | Medalla de oro     | 55 kg              |